# Bruno Schulz
Bruno Schulz (ur. 12 lipca 1892 w Drohobyczu, zm. 19 listopada 1942 tamże) – polski prozaik żydowskiego pochodzenia, grafik, malarz, rysownik i krytyk literacki.

## Życiorys

### 1892–1914

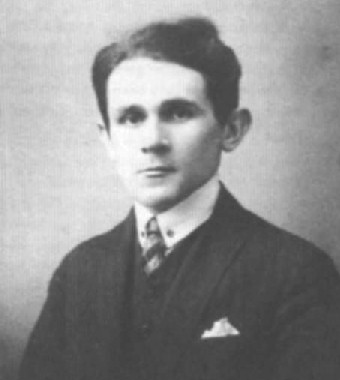
Portret Brunona Schulza w młodości

Bruno Schulz urodził się 12 lipca 1892 w Drohobyczu koło Lwowa, w rodzinie zasymilowanych Żydów. Był nieślubnym, trzecim i najmłodszym dzieckiem 46-letniego Jakuba Schulza, kupca bławatnego, i Henrietty Kuhmärker, córki zamożnego handlarza drewnem. Po narodzinach Brunona rodzice zawarli związek małżeński. Dziecko zostało rytualnie obrzezane i pozostawało wraz z rodziną w żydowskiej gminie wyznaniowej. W rodzinie Schulza nie kultywowano jednak tradycji żydowskich i mówiono tylko po polsku.

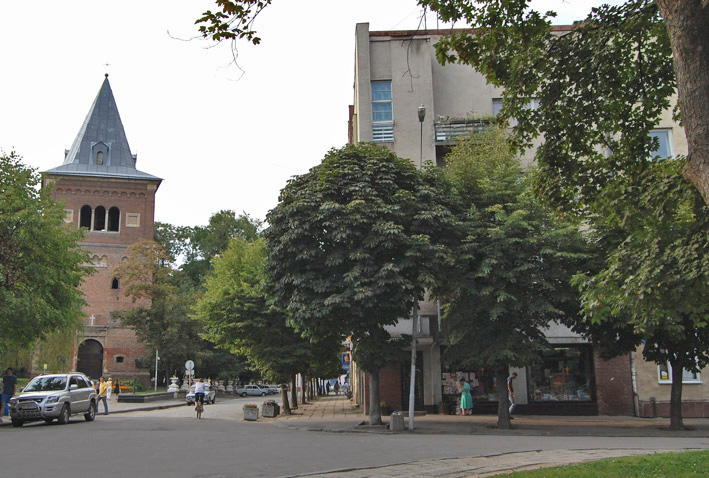
Narożnik rynku w Drohobyczu. Budynek po prawej stoi w miejscu zburzonej kamienicy, w której wychowywał się Schulz. W głębi po lewej wieża dzwonnicy przy kościele katolickim (2008)

Karty z księgi metrykalnej gminy żydowskiej w Drohobyczu zawierające wpis poświadczający narodziny Brunona Schulza (nr 265).

Wychowywał się w domu nr 10 przy Rynku w Drohobyczu. Rodzina mieszkała na piętrze narożnej kamienicy, na parterze znajdował się należący do Schulzów sklep towarów tekstylnych. To właśnie ten dom, dziś już nieistniejący (został spalony przez Rosjan w wyniku działań wojennych w 1915) można odnaleźć w cyklu opowiadań Sklepy cynamonowe.
W latach 1902–1910 Schulz był uczniem C. K. Gimnazjum im. Franciszka Józefa w Drohobyczu. Z zachowanych do dziś świadectw wynika, że był jednym z najlepszych uczniów w szkole. W 1910 zdał maturę z wyróżnieniem. Jako kierunek studiów wybrał architekturę na Wydziale Budownictwa Lądowego Politechniki Lwowskiej. Po roku jednak ciężko zachorował na serce i płuca, w wyniku czego przerwał studia.
W czerwcu 1911 w Drohobyczu miały miejsce wybory, które w historii zapisały się jako „krwawe”. W związku z fałszowaniem wyników wyborczych doszło do rozruchów i walk na ulicach miasta. Dla zaprowadzenia porządku wojsko otworzyło ogień do protestujących. Według oficjalnych danych zginęło 26 osób, a 47 osób odniosło rany. Schulz obserwował te wydarzenia z okna swojego domu, wywołały one wstrząs w młodym artyście i znalazły odbicie w jego późniejszej twórczości.

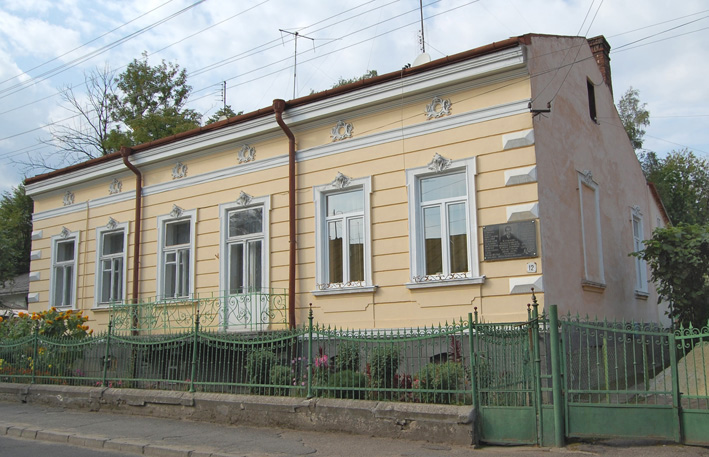
Dom przy dawnej ul. Floriańskiej 10, gdzie od 1914 mieszkał Bruno Schulz z rodziną (2008)

Postępująca choroba ojca sprawiła, że rodzina znalazła się w trudnej sytuacji finansowej. Sklep zamknięto, dom został sprzedany, a Schulzowie przenieśli się w 1914 do zamężnej siostry Brunona, Hanny Hoffmanowej, na ulicę Bednarską (wówczas Floriańską 10). Wsparcia materialnego udzielał brat Brunona, Izydor (ur. 1881), piastujący kierownicze stanowisko w spółkach naftowych we Lwowie.
Wcześniej, po dwóch latach przerwy spowodowanej rekonwalescencją (m.in. pobyty w nieodległym kurorcie Truskawcu) Schulz powrócił na Politechnikę, by podjąć studia w roku akademickim 1913/1914. Wkrótce jednak znowu przerwał naukę, tym razem z powodu wybuchu wojny. Wraz z rodzicami obawiającymi się rosyjskiej ofensywy, wyjechał do Wiednia. Stolica monarchii austro-węgierskiej była wówczas jednym z największych centrów kultury w Europie, zetknięcie z jej atmosferą miało z pewnością wpływ na ukształtowanie Schulza. Przez kilka miesięcy brał on udział w zajęciach na wiedeńskiej politechnice, pojawiał się też w Akademii Sztuk Pięknych. Żadnych studiów jednak nie ukończył.

### 1915–1933

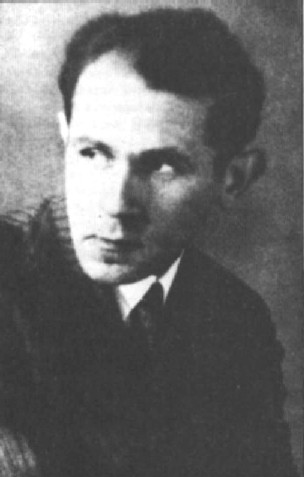
Bruno Schulz, lata 30.

W 1915 Schulzowie wrócili do Drohobycza, lecz w tym samym roku, w czerwcu, w wieku 69 lat zmarł ciężko chory Jakub Schulz. Jak ogromna była to dla Brunona strata, świadczą jego opowiadania, w których ojciec jest jedną z naczelnych postaci.
Od 1918 Schulz należał do drohobyckiej grupy „Kalleia” (Rzeczy piękne), skupiającej żydowską inteligencję o zainteresowaniach artystycznych. Sporo czytał, głównie literaturę piękną, ale też książki z dziedzin nauk ścisłych – fizyki i matematyki. Aby podreperować domowy budżet, Bruno Schulz próbował malować portrety na zamówienie, jednak bez większego powodzenia. Artyście nie udało się też zarobić na tece grafik Xięga bałwochwalcza wykonanych w latach 1920–1922. W 1922 zaprezentował swe prace na dwóch wystawach zbiorowych: w warszawskiej „Zachęcie” i w Towarzystwie Przyjaciół Sztuk Pięknych we Lwowie. W sierpniu tego roku dla podratowania wątłego zdrowia wyjechał na miesiąc do Kudowy, niemieckiego podówczas uzdrowiska. W kolejnym roku pokazywał swe prace na „Wystawie prac artystów żydowskich” w Wilnie.

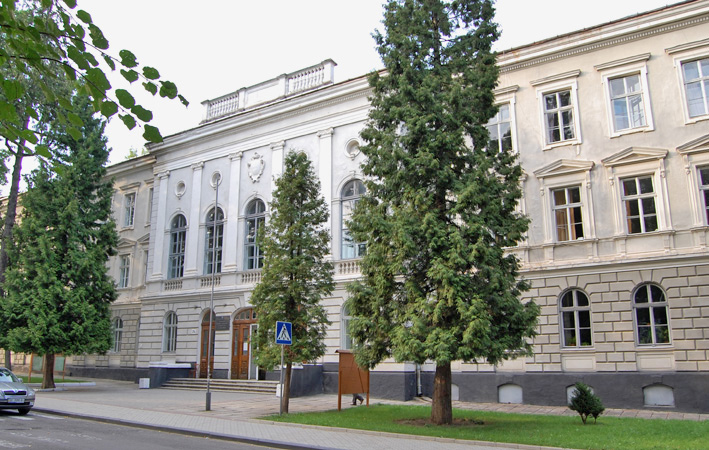
Budynek, w którym w czasach Schulza mieściło się drohobyckie gimnazjum. Tutaj pisarz pobierał naukę, a następnie pracował przez wiele lat jako pedagog (2008)

Mimo wcześniejszych prób stałą pracę podjął dopiero jesienią 1924. Został nauczycielem kontraktowym w szkole, którą wcześniej sam ukończył, po I wojnie przemianowanej na Państwowe Gimnazjum im. Króla Władysława Jagiełły w Drohobyczu. Początkowo uczył jedynie rysunku, później prowadził też zajęcia z prac ręcznych, a okresowo także z matematyki. Dorabiał również nauczaniem w innych szkołach. W gimnazjum przepracował niemal całą resztę życia (do 1941), latami zmagając się z problemami zdrowotnymi i z brakiem dyplomu ukończenia studiów. Dochodziło nawet do sytuacji, że tracił posadę, musiał też zdawać dodatkowe egzaminy. Drobny i skromny Schulz nie zawsze radził sobie z niesforną młodzieżą. Nie lubił swojej pracy i często skarżył się na nią w listach do przyjaciół.
W 1928 Bruno Schulz mimo woli stał się bohaterem lokalnego skandalu. W Domu Zdrojowym w Truskawcu miała miejsce ekspozycja jego rysunków, grafik i obrazów olejnych ze zbioru Xięga bałwochwalcza. Treść prac oburzyła senatora Klubu Chrześcijańskiej Demokracji Maksymiliana Thullie, który zarzucił ich autorowi szerzenie pornografii. Mimo żądań polityka, wystawa nie została zamknięta.
W 1930 Schulz pokazywał swój dorobek plastyczny na lwowskim Salonie Wiosennym oraz w Żydowskim Towarzystwie Krzewienia Sztuk Pięknych w Krakowie, a w 1931 w Towarzystwie Przyjaciół Sztuk Pięknych w Krakowie. W tym samym roku w zakopiańskiej pracowni Witkacego poznał Deborę Vogel, pisarkę, krytyk i tłumaczkę piszącą po polsku, w jidysz i po hebrajsku. W 1932 nawiązał znajomość ze Stefanem Szumanem, wybitnym pedagogiem, profesorem psychologii i miłośnikiem literatury. Zachwycony rękopisem Sklepów cynamonowych Szuman próbował znaleźć wydawcę książki, jednak bezskutecznie. Wiosną 1933 Schulz poznał Józefinę Szelińską, swą przyszłą narzeczoną.

### 1933–1939
Bruno Schulz być może nigdy nie byłby postacią znaną poza Drohobyczem, gdyby nie pomoc i pośrednictwo znajomych. Ich zabiegi umożliwiły w 1933 spotkanie z Zofią Nałkowską, które było dla pisarza przełomem w karierze literackiej. Nałkowska bardzo ciepło przyjęła przywieziony do stolicy rękopis Sklepów cynamonowych i wkrótce pomogła w ich wydaniu. Opowiadania ukazały się nakładem Towarzystwa Wydawniczego „Rój”, z datą 1934. Książka wywołała entuzjastyczne recenzje jednej grupy krytyków i niechętne komentarze drugiej, głównie związanej ze środowiskiem narodowej prawicy. Niemal z dnia na dzień Schulz z anonimowego pisarza stał się w polskim środowisku literackim znaną postacią. Wcześniej (1933) Schulz zadebiutował w „Wiadomościach Literackich” opowiadaniem Ptaki.

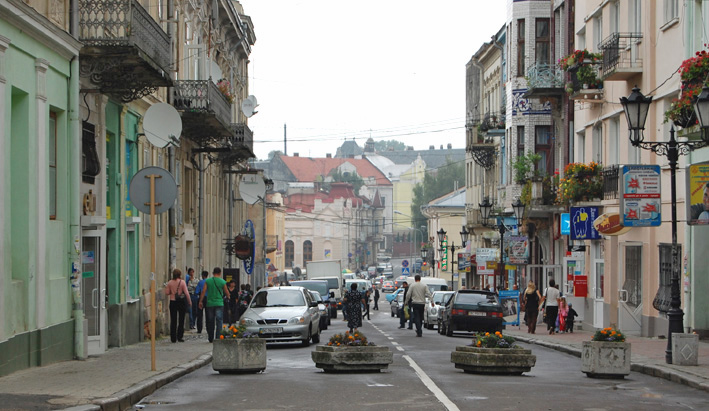
Drohobycz, ul. Stryjska – „Ulica Krokodyli” (2008)

Pierwsze sukcesy początkowo niewiele zmieniły w jego codziennym życiu. Pisarz nadal zmagał się z problemami w szkole, do tego stał się praktycznie jedynym żywicielem rodziny (matka, owdowiała siostra Hania Hoffman z dwojgiem dzieci oraz kuzynka). W 1931 zmarła matka Brunona, Henrietta Schulz, a cztery lata później umarł jego starszy brat, Izydor. Ciężar utrzymania rodziny, który spadł na pisarza, jeszcze mocniej związał go z prowincjonalnym Drohobyczem. W 1936 kuratorium przyznało Schulzowi tytuł „profesora”, dzięki czemu nie musiał już tak bardzo obawiać się o posadę. Po wielu staraniach uzyskał też wreszcie płatny urlop. Przebywał na nim od stycznia do czerwca 1936, tworząc znakomite opowiadania: Wiosnę, Jesień oraz Republikę marzeń.
Podczas wyjazdów do Lwowa, Warszawy czy Zakopanego Schulz poznawał wielu pisarzy, artystów i krytyków. Efektem była korespondencja m.in. z Witoldem Gombrowiczem, Arturem Sandauerem i Witkacym oraz wsparcie jakiego udzielali autorowi Sklepów cynamonowych, pisząc entuzjastycznie o jego twórczości. O opowiadaniach ciepło pisali także Tadeusz Breza, Leon Piwiński, Wacław Berent, Zenon Miriam Przesmycki, Leopold Staff, Józef Wittlin i Julian Tuwim. Ten ostatni, wraz z Antonim Słonimskim i Adolfem Nowaczyńskim zaproponował kandydaturę Sklepów cynamonowych do nagrody „Wiadomości Literackich”. Najważniejszą protektorką i zarazem przyjaciółką pisarza była jednak Zofia Nałkowska, z którą połączył Schulza przelotny romans (1934).
Rok 1934 to także czas publikacji kolejnych utworów w prasie literackiej. Druga jesień ukazała się w „Kamenie”, Noc lipcowa w „Sygnałach”, a Genialna epoka w „Wiadomościach Literackich”.
W 1935 Schulz zaręczył się z Józefiną Szelińską, a w następnym roku napisał do jej rodziców list o zamierzonym małżeństwie. Oboje pracowali też w tym czasie nad przekładem Procesu Franza Kafki, który ukazał się rok później w wydawnictwie „Rój”, sygnowany nazwiskiem Schulza (w rzeczywistości dokonywał jedynie korekt tłumaczenia Szelińskiej). Także w 1935 w prasie ukazują się kolejne opowiadania: Księga w „Skamandrze”, Dodo w „Tygodniku Ilustrowanym”, Mój ojciec wstępuje do strażaków, Sanatorium pod Klepsydrą i Emeryt w „Wiadomościach Literackich” oraz fragment Wiosny w „Kamenie”. W „Tygodniku Ilustrowanym” publikowane są też eseje Do Stanisława Ignacego Witkiewicza i Powstają legendy. Trzy szkice wokół Piłsudskiego.
W lutym 1936 Bruno Schulz wystąpił z drohobyckiej gminy żydowskiej i uzyskał status osoby bez wyznania. Zrobił to, by poślubić Józefinę Szelińską, Żydówkę, która przeszła na katolicyzm. Pojawił się jednak inny problem: pisarz nie potrafił uzyskać fikcyjnego zameldowania na obszarze byłego zaboru pruskiego, gdzie obowiązywały bardziej liberalne przepisy w zakresie zawierania związków małżeńskich. Plany małżeńskie zakończyły się fiaskiem. Narzeczeństwo zostało zerwane rok później, a Schulz już do końca życia nie związał się z nikim formalnie.
W tym czasie pisarz próbował przenieść się do Warszawy, starania w Ministerstwie Oświecenia Publicznego pozostały jednak bez rezultatu. Nie powiodły się próby zainteresowania opowiadaniami wydawców austriackich (świadectwem tych starań jest korespondencja z Mendlem Neugröschlem), a także wydawców włoskich. Rozpoczęła się za to stała współpraca z „Wiadomościami Literackimi”, w charakterze recenzenta nowości literackich. Ponadto „Wiadomości” publikowały kolejne utwory: Ostatnia ucieczka ojca i Martwy sezon, a czasopismo „Studio” zamieściło na swych łamach opowiadanie O sobie, wydane w zbiorze Sanatorium pod Klepsydrą pod tytułem Samotność.
W 1937 wydawnictwo „Rój” opublikowało zbiór Sanatorium pod Klepsydrą. Książka doczekała się licznych recenzji prasowych i utwierdziła pozycję Schulza w nowej literaturze polskiej, czego dowodem było m.in. nagrodzenie, na wniosek Polskiej Akademii Literatury, Złotym Wawrzynem Akademickim (5 listopada 1938). W tym samym roku powstała nowela Die Heimkehr w języku niemieckim, którą Schulz próbował zainteresować niemieckiego powieściopisarza Tomasza Manna. W życiu osobistym korespondował i w miarę możliwości spotykał się z Romaną Halpern, piękną kobietą z warszawskiego środowiska artystycznego, modelką z portretów Witkacego. Latem 1938 r., omijając ogarnięte nazistowską gorączką Niemcy, udał się w podróż do Paryża. Do Francji jechał z nadzieją na zorganizowanie wystawy, zabrał ze sobą liczne rysunki. Okres wakacyjny nie sprzyjał jednak spotkaniom z ludźmi wpływowymi i ostatecznie do wystawy nie doszło. W Polsce ukazały się opowiadania Kometa („Wiadomości Literackie”), Ojczyzna („Sygnały”), a także znaczący esej na temat Ferdydurke Witolda Gombrowicza – Schulz projektował także okładkę pierwszego wydania tej książki.
Więcej opowiadań Schulz już nie wydał. Przed wybuchem wojny w 1939 warszawski „Skamander” opublikował jeszcze jego artykuł Zofia Nałkowska na tle swej nowej powieści, a „Wiadomościom Literackim” pisarz zdradził kilka szczegółów odnośnie do przygotowywanej książki, która miała się składać z czterech opowiadań. Nadal trudna sytuacja osobista, liczne problemy, a także przeczucie nadciągającej wojennej apokalipsy, wpędzały pisarza w stany depresyjne.
W okresie międzywojennym, mimo braku aktywności społecznej, Schulz opowiadał się za programami socjalnymi lewicy, był jej zwolennikiem i sympatykiem.

### 1939–1942

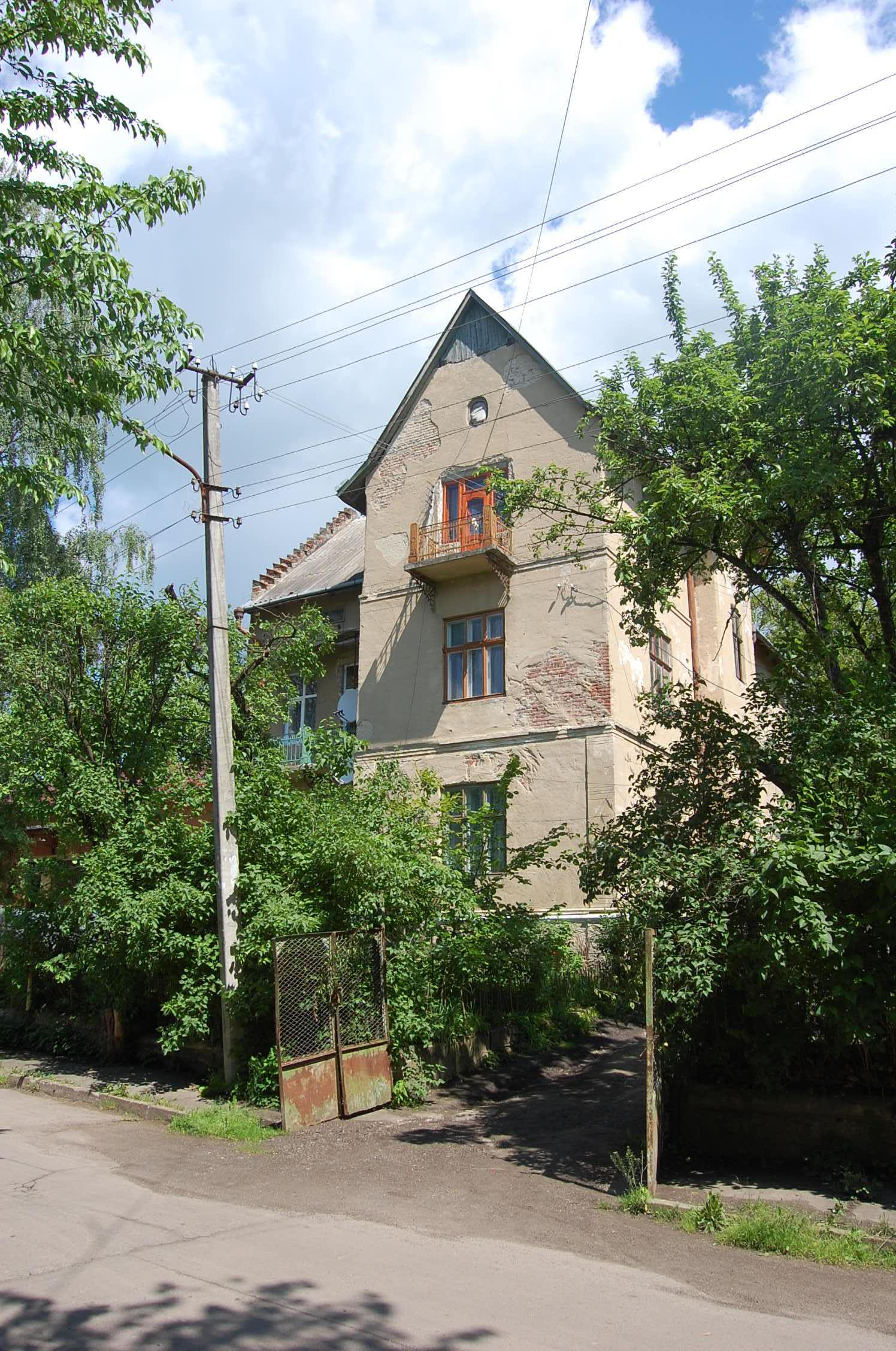
Tzw. Willa Landaua, w której Schulz razem z uczniem-pomocnikiem Emilem Górskim namalował bohaterów wymyślonych bajek (2010)

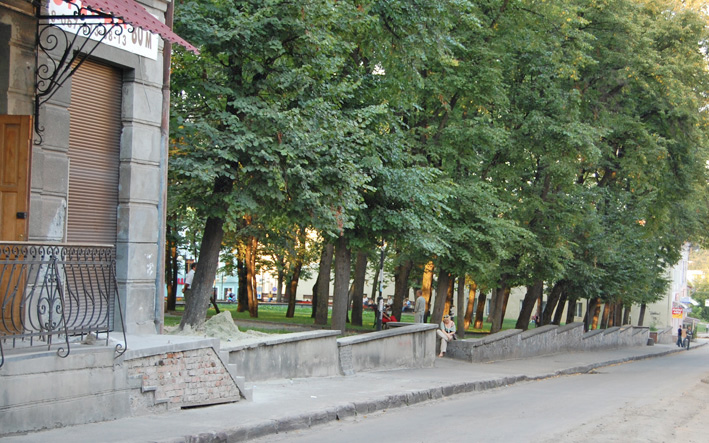
Miejsce śmierci pisarza. Schulz został zastrzelony przy murku otaczającym park miejski (2008)

11 września w wyniku kampanii wrześniowej Niemcy wkroczyli do Drohobycza. Od razu doszło do aktów przemocy, szczególnie brutalnych wobec ludności żydowskiej. W wyniku agresji ZSRR na Polskę i postanowień paktu Ribbentrop-Mołotow, Niemcy wycofali się z Drohobycza 24 września, ustępując pola Armii Czerwonej. Schulz nadal pracował w szkole, ale sytuacja materialna jego i rodziny się pogorszyła, był też zmuszony do ustępstw na rzecz nowej, komunistycznej władzy. Musiał zasiadać w komisji podczas wyborów radzieckich władz politycznych, malował propagandowe plakaty i obrazy okolicznościowe, na przykład portrety Stalina. Nawet i to było jednak niebezpieczne: wystarczyło użycie w obrazie „wyzwolenia ludu Zachodniej Ukrainy przez Armię Czerwoną” barw błękitno-żółtych, by zostać zatrzymanym przez NKWD za rzekome sprzyjanie nacjonalistom ukraińskim.
Do lata 1941 Schulz próbował znaleźć sobie miejsce w nowej sytuacji. Do jednego z wydawnictw moskiewskich wysłał wspomniane wcześniej opowiadanie Die Heimkehr, jednak spotkało się ono z niechętną reakcją. Bezskutecznie usiłował zaistnieć w organizowanej przez Sowietów prasie literackiej. Redakcja lwowskich „Nowych Widnokręgów”, kierowana przez zdeklarowaną komunistkę Wandę Wasilewską, odrzuciła jego opowiadanie, zarzucając podobieństwo do prozy Prousta. Proza Schulza nie pasowała do oczekiwań komunistów, bo nie można jej było wykorzystać jako narzędzia indoktrynacji. Oba wspomniane teksty zaginęły w czasie wojny, podobnie jak owiana legendą powieść Mesjasz, która prawdopodobnie powstawała w tym czasie.
1 lipca 1941 wojska III Rzeszy, które wcześniej zaatakowały ZSRR, ponownie wkroczyły do Drohobycza. Niemcy rozpoczęli represje wobec Żydów. Jesienią utworzyli getto, do którego trafiła i rodzina Schulza, zamieszkując w znacznie mniejszym domu przy ul. Stolarskiej, dziś już nieistniejącym. Sam pisarz stracił pracę, gdyż szkoły zostały zamknięte. Żydów poddano niewolniczej pracy, konfiskowano im mienie, zaczęły się także masowe mordy w okolicznych lasach. Działania te docelowo miały spowodować eksterminację ludności żydowskiej.
Początkowo Schulz został przydzielony do uporządkowania cennych zbiorów książkowych zrabowanych przez Niemców z biblioteki jezuitów w Chyrowie. Dostał się „pod opiekę” Feliksa Landaua, gestapowca, który osobiście brał udział w rzeziach ludności żydowskiej (pisał o tym w pamiętnikach), miał też w zwyczaju strzelać z balkonu domu do Żydów, którzy przerwali pracę. Alfred Schreyer, uczeń Schulza, wspominał po latach Landaua jako „niesłychanego bandytę”. Niemiec wykorzystywał talenty plastyczne Schulza do wykonywania licznych prac malarskich – ozdabiania baśniowymi kompozycjami ścian pokoju dziecięcego w willi Landaua, zdobienia wnętrz kasyna gestapowskiego oraz budynku szkoły jazdy konnej (Reitschule). Powstało też w tym czasie kilka portretów „protektora”, które jednak się nie zachowały. Schulz był Landauowi przydatny, ale nie mógł czuć się bezpiecznie. Tym bardziej, że wokoło szalał terror – z rąk hitlerowców ginęli przyjaciele i znajomi pisarza (m.in. Anna Płockier, przyjaciółka Brunona, zamordowana w rzezi pod Truskawcem w listopadzie 1941). Obawiał się on o życie swoje i najbliższych, rozmyślał nad ucieczką z getta.
Feralny dzień nadszedł w czwartek (tzw. „czarny czwartek”), 19 listopada 1942, około południa. Pisarz prawdopodobnie szedł do Judenratu po chleb na drogę – miał najbliższej nocy uciekać z getta do Warszawy. Natrafił na tzw. „dziką akcję” gestapowców, mordujących Żydów na ulicy w odwecie za postrzelenie jednego z Niemców. Schulz został zastrzelony na skrzyżowaniu ulic Mickiewicza i Czackiego. Według innej wersji wydarzeń związanych ze śmiercią Schulza, nie cierpiał on głodu w getcie, ani nie musiał iść po chleb. Stał jedynie na ulicy i nie został zastrzelony, jak twierdzono przypadkowo, a celowo, dwoma strzałami w tył głowy. Zabójcą miał być oficer niemiecki Karl Günther, któremu Landau zastrzelił wcześniej protegowanego, dentystę Löwa. Miał to być więc akt zemsty, wyrównanie porachunków obu rywalizujących hitlerowców (tę wersję powiela piosenka Salonu Niezależnych).
Schulz zginął około 100 metrów od swego pierwszego domu rodzinnego przy Rynku. Ciało pisarza cały dzień leżało na ulicy, gdyż nie pozwolono go pochować. Przypuszcza się, że zostało złożone we wspólnej mogile, której po wojnie nie udało się odnaleźć. Do grzebania zwłok Schulza przyznaje się kilka osób, każda podaje inną lokalizację i okoliczności.

## Twórczość plastyczna

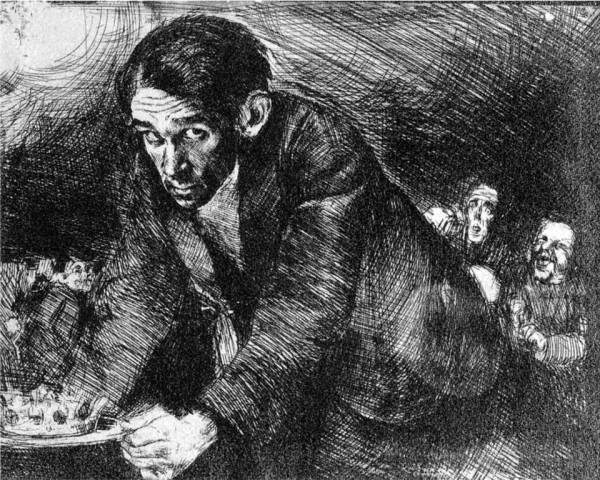
Bruno Schulz, "Dedykacja" (Introdukcja), 1920, cliché-verre na papierze, 13,5 x 18 cm

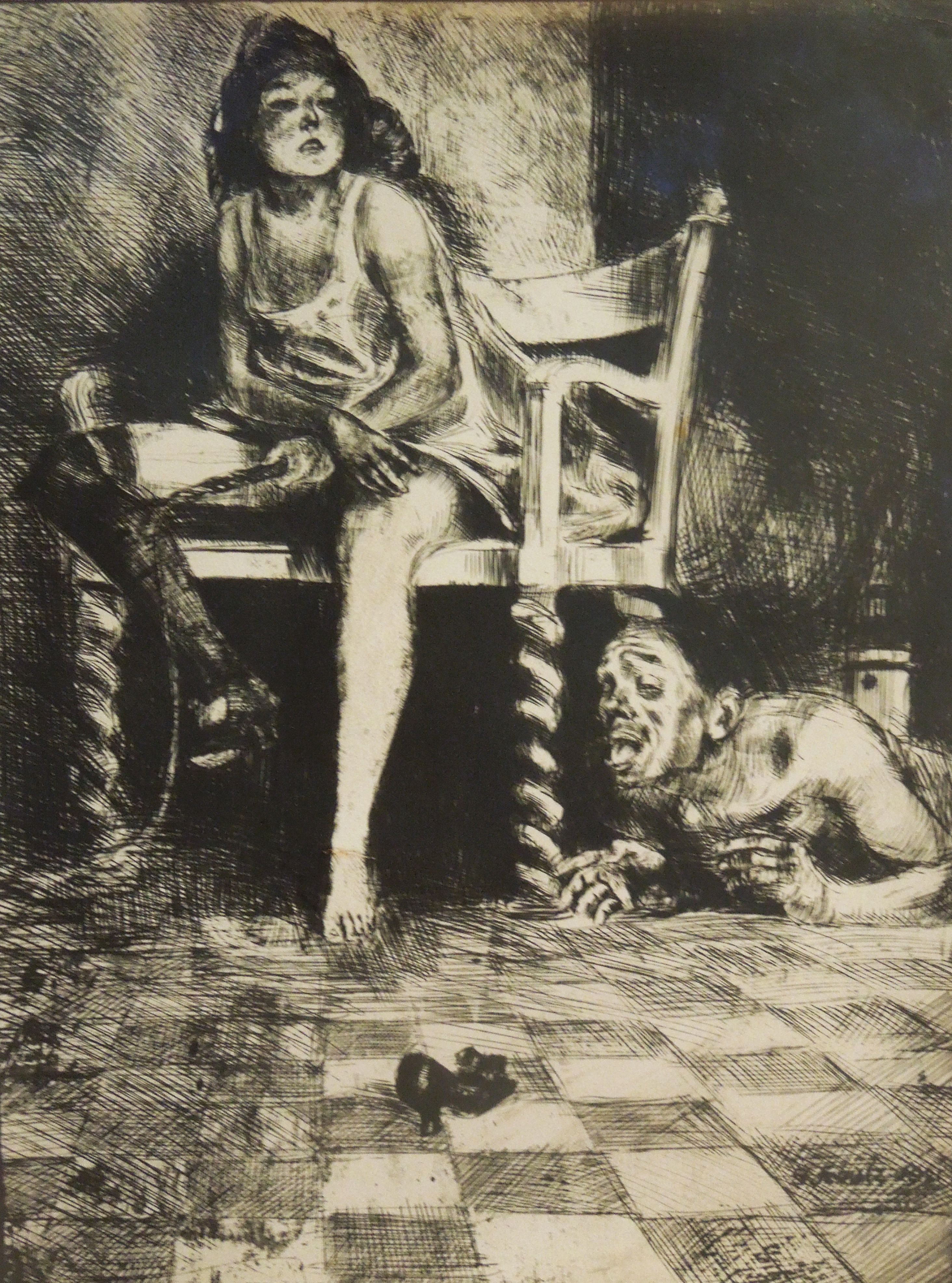
Bruno Schulz, Kobieta z biczem (1921)

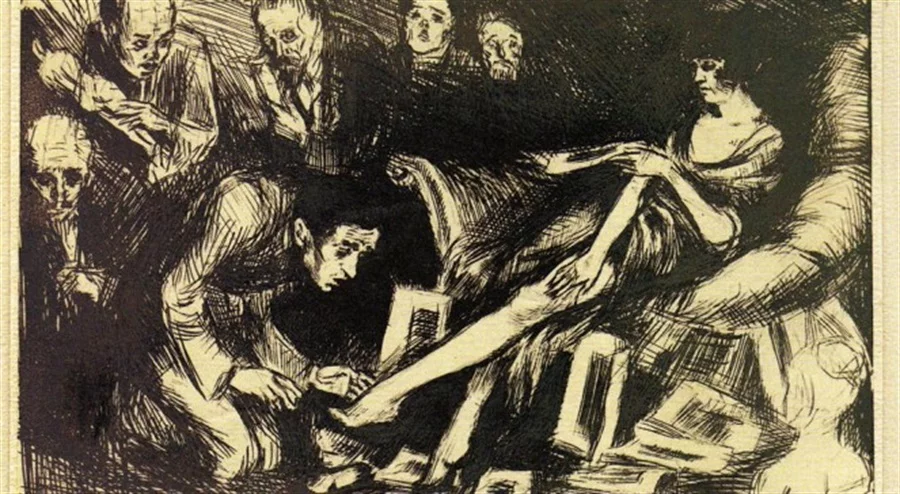
Bruno Schulz, Undula u artystów

Schulz właściwie był samoukiem – nie ukończył studiów ani we Lwowie, ani w Wiedniu. Większość z jego zachowanych prac pochodzi z lat 30. Wyjątek stanowią grafiki z cyklu Xięga bałwochwalcza, wykonane rzadko stosowaną techniką cliché-verre, które powstały w początkach lat 20. Prace te wysoko cenił Stanisław Ignacy Witkiewicz, który nazywał Brunona „demonologiem”, idącym drogą wyznaczoną przez wielkich malarzy europejskich: Lucasa Cranacha, Albrechta Dürera, Matthiasa Grünewalda, a także Edvarda Muncha czy Aubreya Beardsleya. Z kolei Debora Vogel w stosowaniu przez Schulza groteski, komizmu i karykatury widziała powinowactwa z Hieronimem Boschem, Ottonem Dixem, George’em Groszem i przede wszystkim z Franciskiem Goyą.
Xięga bałwochwalcza jest zapisem erotycznych obsesji Schulza, wkomponowanych w scenerię spowitego mrokiem Drohobycza, jego ulic i zaułków, a także kameralnych wnętrz. Kompozycje zbudowane są na zasadzie kontrastu między przedstawieniami kobiet i mężczyzn. Panie są istotami wyidealizowanymi, wyższymi, niemal boskimi, zaś mężczyźni stanowią ich przeciwieństwo: to skarlałe kreatury, nierzadko o cechach zwierzęcych, niewolniczo podporządkowane niewieścim rozkazom. Wiele postaci męskich przypomina samego autora, niektóre można uznać wręcz za autoportrety. Sadomasochistyczny charakter tych prac jest bezsporny, licznie pojawiają się też elementy fetyszyzmu. Warstwa fabularna ma mniejsze znaczenie, choć gdzieniegdzie autor wplata wątki mitologiczne, a nawet biblijne. Istotniejsze jednak są aura tajemniczości ukazanych scen i dwuznaczna, mroczna atmosfera, w której wyczuwalny jest ogromny ładunek emocji.

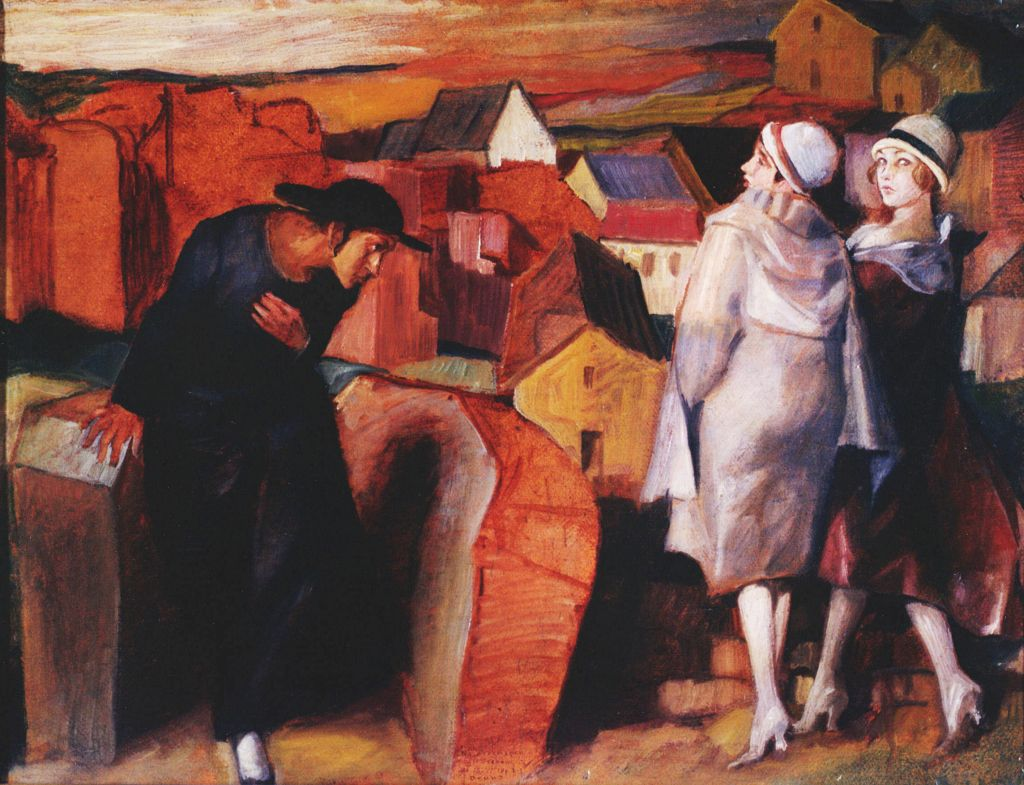
Spotkanie, 1920

Pozostałe zachowane dzieła to rysunki piórkiem, ołówkiem lub kredką oraz jeden obraz olejny pewnego autorstwa, z 1920: Spotkanie. Żydowski młodzieniec i dwie kobiety w zaułku miejskim. Obraz ten po raz pierwszy zaprezentowano w 1992 w warszawskim Muzeum Literatury na wystawie „Ad memoriam. Bruno Schulz 1892–1942”. To tylko część dorobku artysty – większość prac przepadła w czasie II wojny światowej.
Twórczość Schulza – zarówno plastyczna, jak i pisarska – to opowieść o jego własnych słabościach, zawiłościach psychiki, obsesjach, pasjach i kompleksach. Stale powracające motywy na rysunkach Schulza to: kobieta-idol i bałwochwalcy, sceny sadomasochistyczne, sceny przy stole, sceny na ulicy, dorożki, judaica i akty kobiece. Ponadto zachowały się wykonane przez Schulza portrety i autoportrety, projekty okładek do własnych książek, ilustracje do własnych opowiadań (w szczególności do Księgi, Dodo, Edzia, Emeryta oraz Wiosny – z tym opowiadaniem łączy się wielokrotnie powtarzany motyw dorożki) oraz ilustracje do pierwszego wydania Ferdydurke Witolda Gombrowicza. Odnaleziono także rysunki, które prawdopodobnie były ilustracjami do zaginionego Mesjasza.
Na rysunkach Schulza postacie ludzkie, zwłaszcza męskie, często są zdeformowane, stanowią jakby karykaturę samych siebie, skarlałą wersję. Tło rysowanych scen stanowi Drohobycz, stale obecny w twórczości Schulza, także w prozie. Wielokrotnie pojawiają się: wieża drohobyckiego ratusza, kamieniczki przy rynku, kościoły i synagogi. Na rysunkach z cyklu Uliczne spotkania i Spacery powraca ulica Stryjska (pierwowzór Ulicy Krokodyli). Wśród bohaterów scen przy stole można rozpoznać osoby z najbliższego otoczenia Schulza: członków rodziny i przyjaciół. Na innych rysunkach powracają charakterystyczne postacie z Drohobycza, np. panna Kuziw, córka ukraińskiego adwokata, osoba o prowokacyjnej urodzie, którą Schulz uczynił bohaterką scen o mocno sadomasochistycznym wydźwięku.
Największy zbiór prac plastycznych Schulza, ponad trzysta obiektów, posiada Muzeum Literatury im. Adama Mickiewicza w Warszawie.
W lutym 2001 w drohobyckim domu, zamieszkiwanym w czasie wojny przez Landaua, odkryto freski, które Schulz wykonał na polecenie gestapowca. W maju tego samego roku przedstawiciele izraelskiego Instytutu Pamięci Jad Waszem wycięli ze ściany część fresków i ukradkiem wywieźli je do Jerozolimy. Ukraińskie śledztwo w sprawie tej kradzieży umorzono w 2007, nie stwierdziwszy znamion przestępstwa – freski nie znajdowały się wówczas w rejestrze zabytków. W 2007 Zenowij Berwećkyj, dyrektor Muzeum Krajoznawczego „Drohobyczczyna” w Drohobyczu, w imieniu Ukrainy zawarł z władzami Izraela umowę, w ramach której państwo Izrael uznało, że freski stanowią własność Ukrainy, a strona ukraińska przekazuje je w wieloletni depozyt Instytutowi Jad Waszem.
Pozostałe na miejscu szczątki przeniesiono do drohobyckiego muzeum. W Polsce zostały zaprezentowane po raz pierwszy w 2003 w Warszawie, Wrocławiu i Gdańsku na wystawie Republika Marzeń. Te malowidła ścienne ukazują zupełnie nieznane do tej pory motywy w twórczości Schulza – najwyraźniej są ilustracjami do bajek (uczniowie Schulza wspominają, iż często opowiadał im w czasie lekcji wymyślane przez siebie bajki).

## Dorobek pisarski

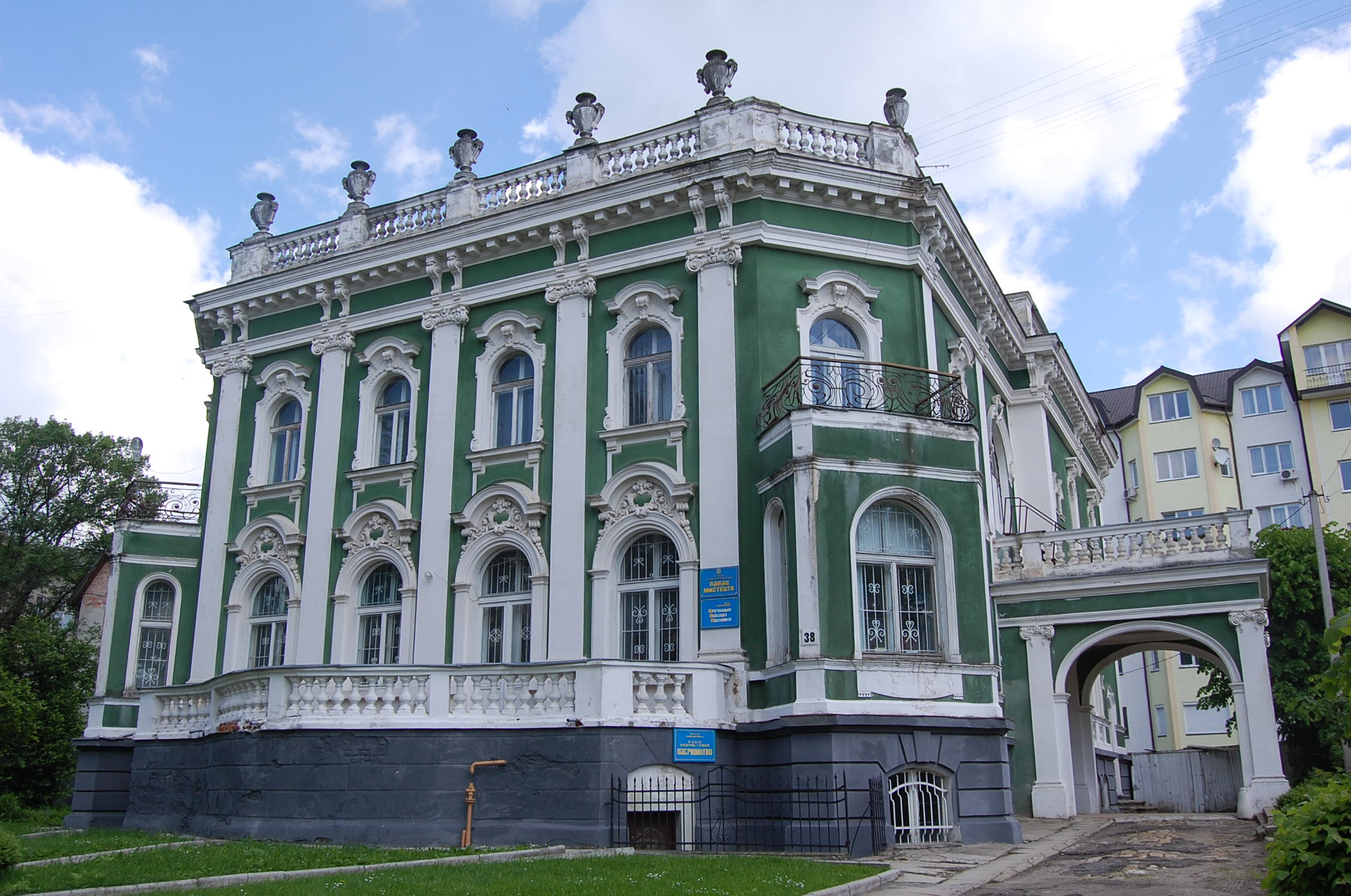
Literacka „Willa Bianki” umieszczona w realiach Drohobycza przez badacza Schulza, Władysława Panasa. Obecnie Pałac Sztuki (2010)

Dorobek pisarski Schulza jest skromny ilościowo – to dwa tomy opowiadań: Sklepy cynamonowe oraz Sanatorium pod Klepsydrą, a także kilka utworów, których pisarz nie włączył do pierwodruków wspomnianych zbiorów. Warto wspomnieć także o zbiorze listów Księga listów wydanym w 1975 r. oraz o szkicach krytycznych, które Schulz publikował na łamach prasy. Niektóre utwory Schulza zaginęły: opowiadania z początku lat 40. wysłane przez pisarza do kilku pism oraz szkice powieści Mesjasz.
Cykle opowiadań Sklepy cynamonowe i Sanatorium pod Klepsydrą to swoisty opis życia małomiasteczkowych polskich Żydów i autobiografia pisarza utrzymana w poetyce snu. Zaciera się tu granica między rzeczywistością a mitem. Autor podróżuje po krainie dzieciństwa, które widzi jako najważniejszy okres w życiu człowieka. Czas wydaje się zataczać koła, powtarzalność pór roku i dnia ma pierwszeństwo przed linearnym następstwem zdarzeń.
Głównym bohaterem opowiadań jest Józef, odzwierciedlenie samego autora. Obok niego pojawia się Jakub, ojciec bohatera: bajarz, demiurg, cudotwórca. O ile mężczyzna u Schulza wydaje się uosobieniem intelektu, o tyle kobiety utożsamiane są z materią, z tym, co praktyczne, a nie poetyckie – nie umniejsza to jednak erotycznej fascynacji nimi, ani siły, z jaką wpływają na bohaterów. Rzeczywistość wokół bohatera wydaje się żyć w pełni niezależnie, ożywa tu niemal każdy przedmiot.
Charakterystyczny jest język tej prozy: niebywale bogaty, poetycki, pełen archaizmów, jak gdyby Schulz odkrywał na nowo pierwotne znaczenie słów.
Świat opisywany w opowiadaniach Schulza opiera się na doświadczeniu osobistym, bohater nosi wyraźne cechy samego pisarza, jednak jest on czymś więcej niż odbiciem rzeczywistości. Już sam autor określił swoją metodę jako „mityzację rzeczywistości” i metoda ta stała się ważnym pojęciem interpretacyjnym. Przedstawione historie wpisują się w porządek mityczny, noszą cechy uniwersalne. W autorskiej przedmowie do Sklepów cynamonowych napisał: „W książce tej podjęto próbę wydobycia dziejów pewnej rodziny, pewnego domu na prowincji nie z ich realnych elementów, zdarzeń, charakterów czy prawdziwych losów, lecz poszukując ponad nimi mitycznej treści, sensu ostatecznego owej historii”.
Najistotniejszym dla pisarstwa Schulza jest mit narodzin, początków życia, wiążący się również z próbami dotarcia do pierwotnego sensu słów i odnalezienia jedności świata. Niezwykle rozbudowana metaforyka służy temu właśnie celowi – odnalezieniu podstawowych znaczeń (podobnie jak w Biblii „na początku było Słowo”), poprzez zestawianie wyrazów na nowo w poezję. Już na tym poziomie odczytania pojawiają się różne stanowiska: wielu badaczy, głównie żydowskich, objaśnia całość zjawisk w twórczości Schulza z pozycji filozofii i mistyki judaistycznej, inni dowodzą, że kabała jest tylko jednym z wielu tropów interpretacyjnych. Dowodów na związki Schulza z mistyką kabalistyczną dostarcza np. praca Księga blasku. Traktat o kabale w prozie Brunona Schulza Władysława Panasa.
Innym ważnym elementem konstrukcyjnym jest dychotomia ekspansji i regresji, wpisana w naturalny porządek życia człowieka: jego młodość i starość. Ekspansja wiąże się z przygodą, bujnością, rozkwitem, wiosną, ale i z błądzeniem, nierzadko w labiryntach (dostrzegano w tych wędrówkach związki z psychoanalizą Zygmunta Freuda i psychologią głębi Carla Gustava Junga). Punktem wyjścia i powrotu jest zawsze dom rodzinny przy Rynku w Drohobyczu, będący niejako środkiem wszechświata, miejscem realnym i wypełnionym znaczeniami. Im dalej od domu, tym bardziej rzeczywistość staje się niekonkretna, zacierają się jej kontury i sens zdarzeń.
Erotyzm w opowiadaniach nie jest wyeksponowany w sposób bezpośredni, jak to ma miejsce w rysunkach i grafikach. Opiera się raczej na pewnej aurze, nagromadzeniu symboli czy mniej lub bardziej ukrytych znaczeń. Ważnymi motywami są inicjacja oraz płodność pokazana przez następstwo pór roku m.in. w opowiadaniu Wiosna. Wiosna to także rewolucja, wywracanie istniejącego porządku, atak na świętości (warto przypomnieć, że Schulz wychowywał się w świecie jak się wówczas wydawało trwałej C.K. Monarchii, której gwarantem był panujący przez kilkadziesiąt lat cesarz Franciszek Józef I). Młody bohater, inspirowany fantastycznymi historiami królewskich dynastii, marzeniami o przewrocie i istnieniem bocznych odnóg czasu, chce dotrzeć do tajemnicy bytu. Poszukuje Księgi, „matki wszystkich ksiąg”, rzekomo zawierającej odpowiedzi na podstawowe pytania (Księga bywa również interesująco łączona z judaizmem i Torą). Ważną rolę odgrywa markownik ze znaczkami pocztowymi, których egzotyka ujawnia typową w czasach Schulza fascynację dalekimi lądami.
Twórczość Schulza porównuje się do modernistycznego ekspresjonizmu Franza Kafki, łączy się ją także z surrealizmem, kreacjonizmem, psychoanalizą. Sam Schulz cenił twórczość Rainera Marii Rilkego, Kafki i Tomasza Manna.
Do niedawna Schulzowi przypisywano autorstwo pierwszego polskiego przekładu Procesu Kafki. Obecnie większość badaczy jest przekonana, iż tłumaczenia powieści dokonała jego narzeczona, Józefina Szelińska, znana czytelnikom z dedykacji do Sanatorium pod Klepsydrą. Pisarz jedynie użyczył swojego nazwiska po przejrzeniu pracy i dokonaniu niewielkich korekt.
W maju 2020, ukraińska badaczka Łesia Chomycz opublikowała, na łamach czasopisma „Schulz/Forum”, artykuł o odnalezieniu przez nią nieznanego wcześniej opowiadania Undula. Zostało ono publikowane na łamach dwutygodnika „Świt”, organu urzędników naftowych w Borysławiu, pod imieniem i nazwiskiem – Marceli Weron. Wedle badaczki jest to młodzieńczy pseudonim Bruno Schulza, a nieznane wcześniej opowiadanie, znacząco zmienia obraz dotychczasowych badań nad momentem debiutu literackiego autora.

## Nawiązania

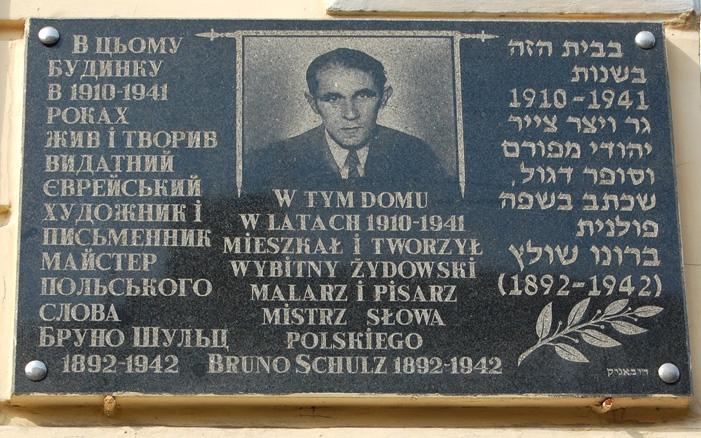
Tablica pamiątkowa na dawnym domu Brunona Schulza

Proza Schulza jest zjawiskiem oryginalnym w światowej literaturze, a jego specyfika sprawia niemałe trudności w przełożeniu na język innych dziedzin sztuki. Opiera się na narracji, dialog pojawia się w niej sporadycznie. Pełna jest metafor, opisuje świat materialny jako migotliwy, zmienny. Dlatego niektórzy badacze, m.in. Jerzy Ficowski, uważają, że przełożenie tej literatury na język filmu czy teatru jest niemożliwe.
Niezależnie od tych opinii doszło do wielu adaptacji teatralnych oraz dwóch znaczących adaptacji filmowych. Za każdym razem dokonywali ich twórcy poszukujący własnego sposobu przełożenia prozy Schulza i poetyki zdolnej oddać jej klimat.

### Teatr
Wśród dziesiątek polskich realizacji scenicznych są m.in. Sanatorium pod Klepsydrą Studia Pantomimy przy Politechnice Szczecińskiej z 1971, Sklepy cynamonowe w reż. Ryszarda Majora z 1976 i Republika marzeń w reż. Rudolfa Zioły z 1987, Sanatorium pod Klepsydrą w reż. Jana Peszka, z udziałem Marii i Błażeja Peszków (1994), a także Ostatnia ucieczka w reż. Aleksandra Maksymiaka, spektakl zrealizowany we Wrocławskim Teatrze Lalek w 2004. W swych autorskich przedstawieniach, głównie w Umarłej klasie z 1975, do Schulza nawiązywał Tadeusz Kantor. Schulz inspiruje artystów teatralnych na całym świecie – ciągle powstają nowe przedstawienia.

### Film
Pierwszą próbą adaptacji filmowej, która zyskała szeroki rozgłos na świecie, było Sanatorium pod Klepsydrą z 1973, w reżyserii Wojciecha Jerzego Hasa. Obraz zawiera wątki z kilku opowiadań, z tytułowym na czele. Twórcy filmu wskrzesili atmosferę żydowskiego miasteczka z tradycyjną obrzędowością i kupieckimi zwyczajami, akcentując zarazem nieuchronność rozpadu i śmierci świata przedstawionego. Tytułowe opowiadanie Schulza posłużyło reżyserowi i zarazem autorowi scenariusza jedynie jako punkt wyjścia.
Street of Crocodiles (Ulica krokodyli) z 1986 wyreżyserowana została przez amerykańskich twórców Stephena i Timothy’ego Quayów, znanych jako bracia Quay. Zafascynowani pisarstwem Schulza oraz zakątkiem świata w jakim żył i tworzył, nakręcili film krótkometrażowy, częściowo animowany. Tytułowe opowiadanie jest tylko punktem wyjścia dla swobodnej wizji artystycznej. Realizacja braci Quay spowodowała wzrost zainteresowania twórczością Schulza w Europie Zachodniej i w Stanach Zjednoczonych. Bracia Quay przygotowują się do kolejnej adaptacji. Tym razem ma to być proza ze zbioru Sanatorium pod Klepsydrą.
Jan Rybkowski stworzył impresję filmową o grafikach Schulza, zatytułowaną Niebo bez słońca (1966). Do atmosfery opowiadań nawiązywała też w zapomnianych dziś filmach krótkometrażowych Alina Skiba, autorka Bagażu (1979), Życiorysu Brunona Schulza znalezionego w szufladzie (1979) oraz Ażiotażu biletów na czas (1984).
W 1987 powstał mało znany w Polsce brytyjsko-niemiecki film fabularny Bruno Schulz, oparty na biografii pisarza. Reżyserem tego obrazu jest Jens Carl Ehlers, scenografię wykonał Allan Starski. W 1992 Starski i Ehlers ponownie spotkali się na planie filmowym. Powstał wówczas polsko-niemiecki fabularyzowany dokument Republik der Träume (Republika marzeń), z międzynarodową obsadą i muzyką Zygmunta Koniecznego. Film jest próbą rekonstrukcji zaginionego świata Schulza, szkicem do portretu wewnętrznego artysty. Niemiecki lalkarz Arnold wyrusza w podróż do Drohobycza, gdzie odwiedza miejsca związane z pisarzem, rozmawia z ludźmi którzy go znali.
W 2014 ukazał się film Bruno Schulz w reżyserii Adama Sikory. Dzieło to łączy rozmaite formy wypowiedzi: dokument, animacje, a także inscenizacje. Film zawiera rozmowy z dawnymi uczniami Schulza.

### Sztuki plastyczne
Schulz pobudzał i ciągle pobudza wyobraźnię artystów-plastyków. W latach 2004–2007 galerie polskie i zagraniczne prezentowały wystawę „W kręgu Schulza”. Wzięli w niej udział polscy artyści, w różnych etapach życia inspirowani przez autora Sklepów cynamonowych: Kiejstut Bereźnicki, Roman Cieślewicz, Andrzej Dudziński, Edward Dwurnik, Stasys Eidrigevičius, Janusz Kapusta, Franciszek Maśluszczak, Rafał Olbiński, Henryk Sawka, Franciszek Starowieyski, Henryk Waniek.
Pojedyncze prace lub całe cykle poświęcali autorowi Xięgi bałwochwalczej Sabine Vess, Włodzimierz Finke, Wolfgang Defant, Krzysztof M. Bednarski, Magdalena Nałęcz, Aubrey Schwartz, Marian Bocianowski, Wiesław Szumiński, Witalij Sadowski i wielu innych.
„Kalendarz pamięci wg Bruno Schulza” cykl obrazów Miry Żelechower – Aleksiun. Inspiracją dla artystki stała się współpraca twórcza z amerykańskim teatrem Double Edge w Ashfield w stanie Massachusett.
Twórcy teatru zainteresowani byli od lat polskim pisarzem żydowskiego pochodzenia.
W 2006 zaproponowali Mirze Żelechower-Aleksiun współpracę przy opracowaniu scenografii do spektaklu „Republic of Dreams”, w którym warstwa słowna oparta była na listach i wybranych tekstach Bruno Schulza.
Obrazy są kartami trzynastu miesięcy kalendarza żydowskiego. W roku przestępnym miesiąc Adar jest podwójny i stąd 13 opowiadań Schulza, i 13 miesięcy. Każdy obraz oznaczony jest odpowiednim znakiem zodiaku.
Obrazy zawierają cytaty z rysunków Schulza oraz komentarz artystki wynikający z tradycji czytania Tory na dany tydzień. Przywołane w obrazach fragmenty tekstów Schulza stały się integralną częścią twórczej materii malarstwa Miry Żelechower-Aleksiun, a przeczuwane przez Schulza czasy pogardy i zagłady budzą niegasnące emocje.

### Muzyka
W 2005 ukazała się płyta Sanatorium under the sign of the Hourglass. A tribute to Bruno Schulz zespołu The Cracow Klezmer Band, nagrana wspólnie z amerykańskim muzykiem Johnem Zornem. W nagraniach gościnnie wzięła udział również polska wokalistka jazzowa Grażyna Auguścik, która występowała z zespołem podczas trasy koncertowej promującej płytę. Muzyka na płycie odmalowuje surrealistyczne wizje nawiązujące do twórczości Brunona Schulza (...) łącząc nostalgię za przeszłością ze specyficznym spojrzeniem na teraźniejszość.
W 2007 w Teatrze na Plaży w Sopocie miała miejsce premiera spektaklu muzycznego Pieśni według Schulza z tekstami Andrzeja Romskiego, inspirowanymi Sklepami cynamonowymi. Oprawa muzyczna autorstwa Marcina Kulwasa jest fuzją brzmień rockowych, elektronicznych i akustycznych.
Jacek Kleyff, polski bard i poeta, jest autorem piosenki O śmierci Brunona Schulza (1975).

### Kartografia
10 lipca 2009 ukazała się mapa Bruno Schulz i Drohobycz autorstwa Jerzego Jacka Bojarskiego, wydana przez Miejską Bibliotekę Publiczną im. Hieronima Łopacińskiego w Lublinie, przy współpracy Stowarzyszenia Festiwal Brunona Schulza i współpracy Polonistycznego Centrum Naukowo-Informacyjnego im. Igora Menioka z Państwowego Uniwersytetu w Drohobyczu. Mapa zawiera 67 fotografii i odpowiadających im punktów w legendzie, związanych z Drohobyczem i biografią pisarza. Publikacja została wydana w nakładzie 500 egzemplarzy.
6 maja 2010, przed zbliżającym się IV Międzynarodowym Festiwalem Brunona Schulza (24–30 maja 2010) mapa ta, ze względu na ograniczony nakład wersji drukowanej, została opublikowana na stronach „Niecodziennika Bibliotecznego”, w interaktywnej wersji online, wzbogaconej obszerniejszym materiałem ilustracyjnym.

## Upamiętnienie
Uchwałą z 3 sierpnia 2012, Senat RP zdecydował o ustanowieniu listopada 2012 Miesiącem Brunona Schulza. Od 5 stycznia 1981, ulica w Warszawie na terenie obecnej dzielnicy Bielany nosi nazwę „Ulicy Brunona Schulza”. Uchwałą Senatu RP X kadencji z 26 listopada 2021, rok 2022 ustanowiono „Rokiem Brunona Schulza”.

## Publikacje o Brunonie Schulzu
- Artur Sandauer: Szkoła mitologów, B Schulz i W.Gombrowicz – Warszawa, Pion, 1938 nr 5.
- Artur Sandauer: Wprowadzenie Schulza – Paryż, Lettres Nouvelles, 1959, – przekład z j. francuskiego publikowany w Pismach Zebranych Artura Sandauera – Warszawa, Czytelnik, 1985.
- Artur Sandauer: Rzeczywistość zdegradowana. Rzecz o Brunonie Schulzu  – Warszawa, Przegląd Kulturalny, 1956 nr 31.
- Artur Sandauer: Wojna o Schulza – Warszawa, Współczesność, 1965 nr 5.
- Jerzy Ficowski: Regiony wielkiej herezji. Szkice o życiu i twórczości Brunona Schulza. – Kraków, 1967.
- Jerzy Speina: Bankructwo realności. Proza Brunona Schulza. Warszawa–Poznań: Państwowe Wydawnictwo Naukowe, 1974.
- Jerzy Ficowski: Regiony wielkiej herezji. Szkice o życiu i twórczości Brunona Schulza, wyd. II (poszerzone): Kraków: Wydawnictwo Literackie, 1975.
- Artur Sandauer: Schulz i Gombrowicz, czyli literatura głębin (próba psychoanalizy) – artykuł z 1976 r., publikowany w Zebranych Pismach Krytycznych, Państwowy Instytut Wydawniczy, 1981.
- Artur Sandauer: Interpretacja Schulza – posłowie do wznowienia dzieł Schulza w serii „Biblioteka Klasyki Polskiej i Obcej”, Kraków, 1978.
- Studia o prozie Brunona Schulza. Pod red. K. Czaplowej. Katowice: Uniwersytet Śląski, 1976.
- Czesław Karkowski: Kultura i krytyka inteligencji w twórczości Brunona Schulza. – Wrocław: Zakład Narodowy im. Ossolińskich, 1979.
- Wojciech Wyskiel: Inna twarz Hioba: Problematyka alienacyjna w dziele Brunona Schulza. – Kraków: Wydawnictwo Literackie, 1980.
- Artur Sandauer: Bruno Schulz, czyli pisarz polski o podświadomości starotestamentowej – Rozdział III książki: O sytuacji pisarza polskiego pochodzenia żydowskiego w XX wieku, Warszawa, Czytelnik, 1982.
- Jerzy Ficowski: Okolice sklepów cynamonowych. Szkice, przyczynki, impresje. – Kraków-Wrocław: Wydawnictwo Literackie, 1986.
- Jerzy Ficowski: Regiony wielkiej herezji: Rzecz o Brunonie Schulzu. – Warszawa: Słowo, 1992.
- Bruno Schulz. In memoriam 1892–1992. Pod red. Małgorzaty Kitowskiej-Łysiak. – Lublin: Wydawnictwo FIS, 1992.
- Teatr pamięci Brunona Schulza. Pod red. Jana Ciechowicza i Haliny Kasjaniuk. – Gdynia: Władze Miasta, Teatr Miejski, Wydział filologiczno-historyczny Uniwersytetu Gdańskiego, 1993.
- Czytanie Schulza. Materiały międzynarodowej sesji naukowej „Bruno Schulz – w stulecie urodzin i pięćdziesięciolecie śmierci”, Instytut Filologii Polskiej Uniwersytetu Jagiellońskiego, Kraków, 8–10 czerwca 1992. Pod red. Jerzego Jarzębskiego. – Kraków: TIC, nakładem Instytutu Filologii Polskiej UJ, 1994.
- Bruno Schulz 1892–1942: katalog-pamiętnik wystawy „Bruno Schulz. Ad Memoriam” w Muzeum Literatury im. Adama Mickiewicza w Warszawie. Pod red. Wojciecha Chmurzyńskiego. – Warszawa: Muzeum Literatury im. Adama Mickiewicza w Warszawie, 1995
- Krzysztof Stala: Na marginesach rzeczywistości: O paradoksach przedstawiania w twórczości Brunona Schulza. – Instytut Badań Literackich Polskiej Akademii Nauk. Stowarzyszenie „Pro Cultura Litteraria”. – Warszawa: Wydawnictwo IBL, 1995 ISBN 83-85605-68-1.
- Władysław Panas: Księga blasku. Traktat o kabale w prozie Brunona Schulza. – Lublin: TN KUL, 1997 ISBN 83-86668-85-7.
- Jerzy Jarzębski: Schulz. – Wrocław: Wydawnictwo Dolnośląskie, 1999 ISBN 83-7023-741-X.
- Marta Bartosik: Bruno Schulz jako krytyk. – Kraków: Universitas, 2000 ISBN 83-7052-732-9.
- Wiesław Budzyński: Schulz pod kluczem. – Warszawa: Grupa Wydawnicza Bertelsmann Media, 2001 ISBN 83-7227-593-9.
- Tomasz Olchanowski: Jungowska interpretacja mitu ojca w prozie Brunona Schulza. – Białystok: Wydawnictwo Uniwersyteckie Trans Humana, 2001 ISBN 83-86696-83-4.
- Władysław Panas: Bruno od Mesjasza. Rzecz o dwóch ekslibrisach oraz jednym obrazie i kilkudziesięciu rysunkach Brunona Schulza. – Lublin: Wydawnictwo UMCS, 2001 ISBN 83-227-1794-6.
- Jerzy Ficowski: Regiony wielkiej herezji i okolice. Bruno Schulz i jego mitologia. – Sejny: Wydawnictwo Pogranicze, 2002 ISBN 83-86872-37-3.
- Miłosz Bukwalt: Literackie portrety żydowskich ojców w prozie Brunona Schulza i Danila Kiša. – Wrocław: Wydawnictwo Uniwersytetu Wrocławskiego, 2003 ISBN 83-229-2416-X.
- Słownik schulzowski. Pod red. Włodzimierza Boleckiego, Jerzego Jarzębskiego i Stanisława Rośka. – Gdańsk: słowo/obraz terytoria, 2003 ISBN 83-88560-22-0.
- W ułamkach zwierciadła... Bruno Schulz w 110 rocznicę urodzin i 60 rocznicę śmierci. Pod red. Małgorzaty Kitowskiej-Łysiak i Władysława Panasa. – Lublin: TN KUL, 2003 ISBN 83-7306-166-5.
- Dariusz Konrad Sikorski: Symboliczny świat Brunona Schulza. – Słupsk: Wydawnictwo Pomorskiej Akademii Pedagogicznej, 2004.
- Jerzy Jarzębski: Prowincja Centrum. Przypisy do Schulza. – Kraków: Wydawnictwo Literackie, 2005 ISBN 83-08-03812-3.
- Tomasz Bocheński: Czarny humor w twórczości Witkacego, Gombrowicza, Schulza. – Kraków: Universitas, 2005 ISBN 83-242-0507-1.
- Wiesław Budzyński: Miasto Schulza. – Warszawa: Wydawnictwo Prószyński i S-ka SA, 2005 ISBN 83-7469-029-1.
- Władysław Panas: Willa Bianki. Mały przewodnik drohobycki dla przyjaciół (fragmenty). Przygotował do druku Paweł Próchniak. – Lublin: Wydawnictwo UMCS, 2006 ISBN 83-227-2487-X.
- Jan Gondowicz: Schulz. – Warszawa: Edipresse, 2006 ISBN 83-7477-055-4.
- Wojciech Owczarski: Miejsca wspólne, miejsca własne: O wyobraźni Leśmiana, Schulza i Kantora. – Gdańsk: słowo/obraz terytoria, 2006 ISBN 83-7453-718-3.
- Małgorzata Kitowska-Łysiak: Schulzowskie marginalia. – Lublin: Wydawnictwo KUL, 2007 ISBN 978-83-7363-623-1.
- Michał Paweł Markowski: Polska literatura nowoczesna. Leśmian, Schulz, Witkacy. – Kraków: Universitas, 2007 ISBN 978-83-242-0732-9.
- Postscripta do Brunona Schulza. Pod red. Anny Małczyńskiej i Bartosza Małczyńskiego. – Wrocław: Wydawnictwo Chiazm, 2008 ISBN 978-83-923537-3-7.
- Krzysztof Miklaszewski: Zatracenie się w Schulzu. Historia pewnej fascynacji. – Warszawa: Państwowy Instytut Wydawniczy, 2009 ISBN 978-83-06-03218-5.
- Białe plamy w Schulzologii. Pod red. Małgorzaty Kitowskiej-Łysiak. – Lublin: Wydawnictwo KUL, 2010 ISBN 978-83-7702-018-0.
- Aleksandra Łagowska: Liryczność prozy Brunona Schulza w rosyjskim przekładzie, w: Między oryginałem a przekładem XIV. Wzniosłość i styl wysoki w przekładzie, praca zbiorowa pod. red. Maria Filipowicz-Rudek, Jerzy Brzozowski – Księgarnia Akademicka, 2008.
- Aleksandra Łagowska: Synestezyjny świat Sanatorium pod Klepsydrą Brunona Schulza w przekładzie rosyjskim i ukraińskim – Estetyka i Krytyka Nr 17/18, 2010.